# Eurysthea obliqua
Eurysthea obliqua là một loài bọ cánh cứng trong họ Cerambycidae.